# Samara Sheppard
Samara Sheppard (Wellington 25 juni 1990) is een Nieuw-Zeelands mountainbikester. Ze wordt momenteel getraind door ex-wereldkampioen Filip Meirhaeghe.

## Palmares

### Overwinningen
| Seizoen | Wereldbeker | Kampioenschappen | Overige | Totaal aantal zeges |
| ------- | ----------- | ---------------- | ------- | ------------------- |
| 2013    |             |                  |         | 0                   |
| 2014    |             |                  |         | 0                   |